# Крсмановићева кућа у Београду
Крсмановићева кућа позната као и Кућа Алексе Крсмановића, саграђена 1885. године, налази се улици Теразије 34 у Београду.

## Историјат
Саграђена по плановима архитекте Јована Илкића у стилу академизма, као стамбена кућа за трговца Марка О. Марковића. 
Браћа Крсмановићи су купили кућу и плац 1898. године и после деобе, кућа је припала Алекси Крсмановићу. Алекса је у њој живео до своје смрти 1914. године, а зграду, као и читаво имање завештао српском народу. После његове смрти кућа је заједно са целокупним имањем на теразијама постала својина „Задужбине А. Крсмановића“. У кући је и даље живела његова жена по тестаменту, а после њене смрти прешло је на управљање задужбинарству. После Првог светског рата, пошто је краљевски двор био знатно оштећен и пошто је Крсмановићева кућа имала довољно репрезентативан карактер, од 1918. до 1922. послужила је као двор краљевине Србије у којој је резидирао регент Александар Карађорђевић. У њој је 1. децембра 1918. године потписан документ о стварању Краљевине Срба, Хрвата и Словенаца.
Затим је ту био Ауто-клуб са "познатим зеленим столовима" за картање, "ноћни ресторан са американским баром и дансингом у подруму", затим и кафана у башти 1924. После 1930. године овде је био смештен биоскоп Еклер - „Клериџ“, потом једно време и Бранино позориште (Бране Цветковића) и Савез Сокола Краљевине Југославије. Задужбина је 1936. намеравала продати покретна и непокретна имања покојног Крсмановића, како би се, у складу с његовим тестаментом, на Теразијама подигла велика палата, чији би се приходи користили за "патриотске цељи".

## Архитектура
Зграда има репрезентативан карактер, веома развијене основе од 30 m. Због терена извршена је денивелација, тако да са улице има високо приземље, а на дворишној две етаже са излазом на башту у каскадама. Габарит зграде је у облику слова Т. Намена зграде као господске једнопородичне куће условила је разуђен унутрашњи распоред. Главна фасада је декоративно компонована у три хоризонтална појаса, високо профилисаним каменим соклом, главним фасадним платном богато украшеним и истуреним кровним венцом са атиком по целој дужини. Дворишну фасаду карактерише тераса са барокном балустрадом која се наставља у двокрако степениште. По архитектонској композицији, унутрашњој диспозицији, уметничком обликовању као и по занатским радовима ова зграда спада међу најбоља остварења њеног аутора.
Кућа је после другог светског рата национализована и постала друштвена својина. Дуго је служила као зграда Протокола при Министарству спољњих послова.
Зграда је због својих културно-историјских и архитектонско – урбанистичких вредности утврђена за културно добро 1964. године под називом „Крсмановићева кућа на Теразијама“(Решење Завода за заштиту споменика културе града Београда бр. 150/4 од 17.3.1964.), а потом за културно добро од великог значаја за Републику Србију (Одлука о утврђивању, „Сл. гласник СРС“ бр. 14/79).

## Галерија
- Ознака на Крсмановићевој кући